# Gábor Horváth (piragüista, 1971)
Gábor Horváth (Budapest, 15 de noviembre de 1971) es un deportista húngaro que compitió en piragüismo en la modalidad de aguas tranquilas.
Participó en tres Juegos Olímpicos de Verano entre los años 1996 y 2004, obteniendo un total de tres medallas: plata en Atlanta 1996, oro en Sídney 2000 y oro en Atenas 2004. Ganó trece medallas en el Campeonato Mundial de Piragüismo entre los años 1993 y 2006, y seis medallas en el Campeonato Europeo de Piragüismo entre los años 2000 y 2007.

## Palmarés internacional
| Juegos Olímpicos   | Juegos Olímpicos          | Juegos Olímpicos  | Juegos Olímpicos |
| Año                | Lugar                     | Medalla           | Evento           |
| ------------------ | ------------------------- | ----------------- | ---------------- |
| 1996               | Atlanta (Estados Unidos)  | Medalla de plata  | K4 1000 m        |
| 2000               | Sídney (Australia)        | Medalla de oro    | K4 1000 m        |
| 2004               | Atenas (Grecia)           | Medalla de oro    | K4 1000 m        |
| Campeonato Mundial |                           |                   |                  |
| Año                | Lugar                     | Medalla           | Evento           |
| 1993               | Copenhague (Dinamarca)    | Medalla de bronce | K4 500 m         |
| 1993               | Copenhague (Dinamarca)    | Medalla de plata  | K4 1000 m        |
| 1994               | Ciudad de México (México) | Medalla de bronce | K4 500 m         |
| 1997               | Dartmouth (Canadá)        | Medalla de bronce | K2 500 m         |
| 1997               | Dartmouth (Canadá)        | Medalla de plata  | K4 200 m         |
| 1998               | Szeged (Hungría)          | Medalla de bronce | K2 500 m         |
| 1999               | Milán (Italia)            | Medalla de plata  | K2 500 m         |
| 1999               | Milán (Italia)            | Medalla de bronce | K4 500 m         |
| 1999               | Milán (Italia)            | Medalla de oro    | K4 1000 m        |
| 2001               | Poznań (Polonia)          | Medalla de oro    | K4 200 m         |
| 2001               | Poznań (Polonia)          | Medalla de plata  | K4 1000 m        |
| 2002               | Sevilla (España)          | Medalla de bronce | K4 200 m         |
| 2006               | Szeged (Hungría)          | Medalla de oro    | K4 1000 m        |
| Campeonato Europeo |                           |                   |                  |
| Año                | Lugar                     | Medalla           | Evento           |
| 2000               | Poznań (Polonia)          | Medalla de plata  | K4 1000 m        |
| 2001               | Milán (Italia)            | Medalla de oro    | K4 200 m         |
| 2002               | Szeged (Hungría)          | Medalla de bronce | K4 200 m         |
| 2002               | Szeged (Hungría)          | Medalla de plata  | K4 1000 m        |
| 2004               | Poznań (Polonia)          | Medalla de oro    | K4 1000 m        |
| 2007               | Pontevedra (España)       | Medalla de plata  | K4 1000 m        |